# 2012年达卡大火
2012年达卡大火是发生在孟加拉首都达卡市郊阿苏里亚工业园区塔兹雷恩制衣厂的大型火灾。事件中至少有117人丧生，超过200人受伤，是该国历史上最惨烈的工厂火灾。

## 背景
塔兹雷恩制衣厂在2009年开始生产，有着1,630名雇员，主要以生产T恤，Polo衫，夹克为主。这家工厂为多家公司代工，包括比利时企业C&A，美国企业沃尔玛以及香港企业利丰。
孟加拉是世界第二大服装出口国，全国有大约4500家服装厂，有约300万制衣工人，其中九成是女工。但制衣企业安全法规不完善，且执行不严格。制衣企业每年发生多起安全事故，火灾较为常见。

## 火灾
肇事厂房是一座9层楼的建筑，起火点在低层的一个棉花仓库，其后火势迅速蔓延。当时约有4000名工人在厂房内，约3000人迅速逃出厂外，不少惊慌失措的工人在逃离时发生踩踏，或是从不同楼层跳下，造成巨大伤亡。
一些目击者憶述，起火时许多工人，尤其是女工跑向出口逃生。厂房有三处楼梯，却没有一个紧急出口直接通向厂房外面。消防员仅在二楼就发现69具遗体，大部分遇难者因围困在楼内死亡；一些人因在楼顶躲避而得以倖存，但消防员难以对困在楼里的人施救。至少有9人跳楼而死。
消防员在火灾发生4个多小时后赶到，一些工人在消防员抵达前跳楼。由于孟加拉消防车通常备水不足，事发地点亦缺水，故延误了救火。最後消防员用了近5个小时才扑灭大火。

## 调查
当局正着手调查事故原因。警方猜测火灾可能由于电路短路引起。电路短路和使用劣质电线的现象在孟加拉制衣企业中较为普遍。不过，消防局局长称起火原因“只有调查后才能确定”。

## 反应
孟加拉总理谢赫·哈西娜对事故中的死亡数字表示震惊，要求立即展开搜救行动，也要求孟加拉服装制造及出口商协会对遇难者家属提供帮助与支持。同时，她亦表达了对火灾起火原因的質疑，懷疑可能涉及纵火或破坏。
该服装厂厂主不认为工厂是不安全的。他还表示：“这是我的员工和工厂的巨大损失，是我七个服装厂第一次发生火灾。”
11月26日，千名工人在火灾发生地抗议示威，要求更加安全的工作环境。